# Armoiries des îles Cook

Les armoiries des îles Cook furent officiellement adoptés en 1980 par le gouvernement de Tom Davis afin d'éclaircir la position des îles Cook en tant qu'entité distincte de la Nouvelle-Zélande, bien que librement associée à celle-ci. Il a été dessiné par Peter Beade, professeur à l'Université d'Auckland.
La couleur bleue du bouclier central symbolise l'océan Pacifique, chaque étoile représentant une des 15 îles de l'archipel. Le casque de couleur rouge est une coiffe d'ariki (pare kura) fait de plumes d'oiseau symbolisant l'importance de la tradition et des titres coutumiers. À gauche est représenté un poisson volant (maroro), tenant une lance traditionnelle (momore taringavaru). Le maroro symbolise la richesse de l'océan, le momore taringavaru, l'importance de la tradition orale (les orateurs, tumu korero, tiennent en main cette lance lors des discours). Sur la droite, on distingue une sterne blanche (kakaia) qui représente le ciel, la pureté. Elle porte au bec une croix en or symbolisant la foi chrétienne. Les feuilles de cocotier en bas symbolisent la fertilité de la terre.

## Sources
- "Rapa : visual arts from home and abroad", Mahiriki Tangaroa, in "Akono'anga maori : Cook Islands Culture", IPS, 2003